# Bicycle Club rémois
Pour les articles homonymes, voir BCR.
Le Bicycle Club rémois (BCR) est un ancien club français de cyclisme. Sa devise est Respect pour Tous, le maillot est bleu azur et blanc.

## Histoire

### Création du club

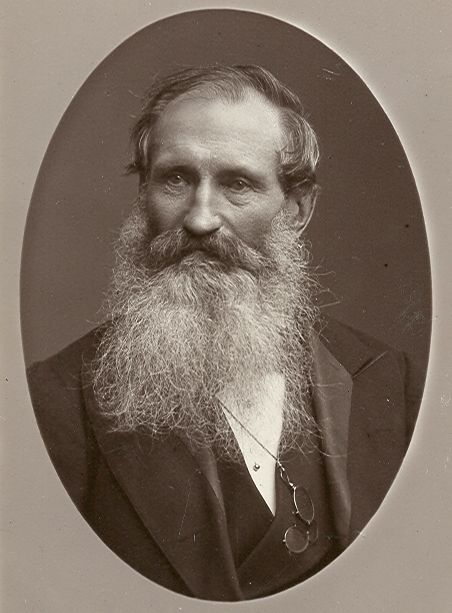
Sir Isaac Holden

Fondé en 1880, par Isaac Holden et quelques anglais vivants à Reims, le Bicycle Club rémois est l'un des plus vieux clubs de France. Le Bicycle-Club rémois ajoute un bicycle à son emblème et place le tout sur «un écusson en velours noir avec un ruban tricolore en diagonale». Affilié, puis re-affilié à l'Union vélocipédique de France en 1892, il devient, en 1895, locataire de la piste de la Haubette construite en 1893 située au pont de Muire à Tinqueux, piste de 333 m en ciment.
Le BCR organise le Grand Prix de Reims sur piste à partir de 1897, le circuit de Champagne sur route et la course Paris-Reims,.
Avant la Première Guerre mondiale, les précurseurs sont des pistards : Achart, Hutin, Chauvy, Desbiens, Ludovic, Sprunck, Godelle, Hourlier, Montagne, Delavie, Durieux, D'Hennin, Rich font les beaux jours de la piste de la Haubette. Les Grands Prix de Reims de vitesse rassemblèrent les plus grands sprinters du monde. C'est au cours d'un de ces Grands Prix qu'un étudiant en médecine de Reims qui courait sous le nom de Ludovic, faillit battre, le prestigieux américain Frank Kramer. Ludovic Feuillet avait un sérieux rival un autre Rémois, Léon Hourlier, qui fut champion de France et recordman du monde et que la guerre enleva au sport cycliste alors qu'il paraissait appelé, lui qui était déjà un champion, à être le plus grand.

### Âge d'or

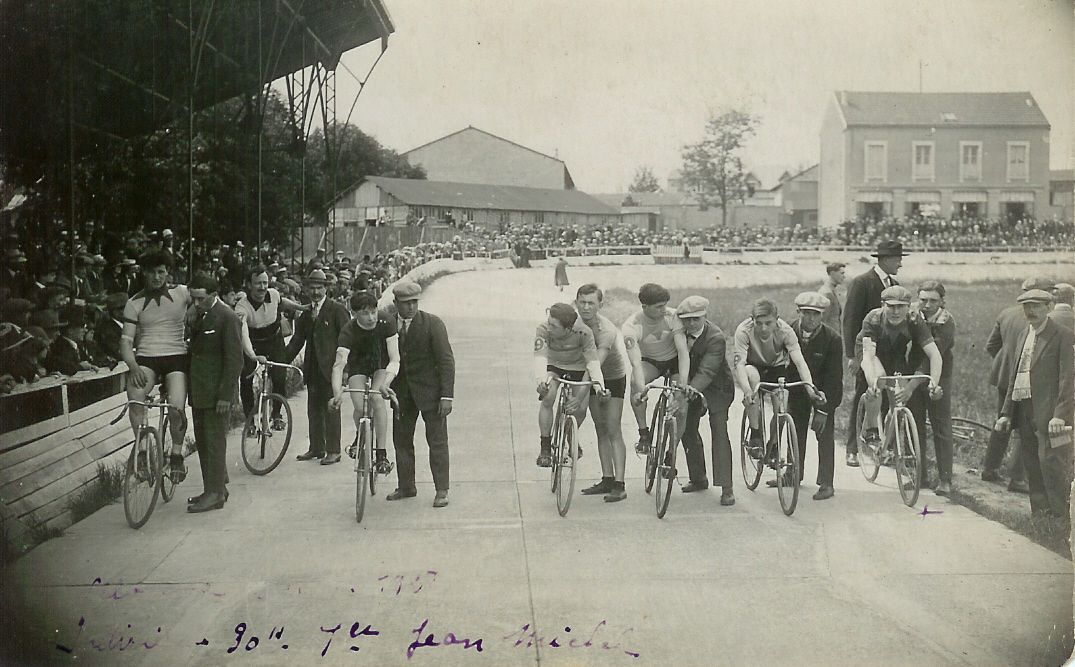
Vélodrome de la Haubette 1927.

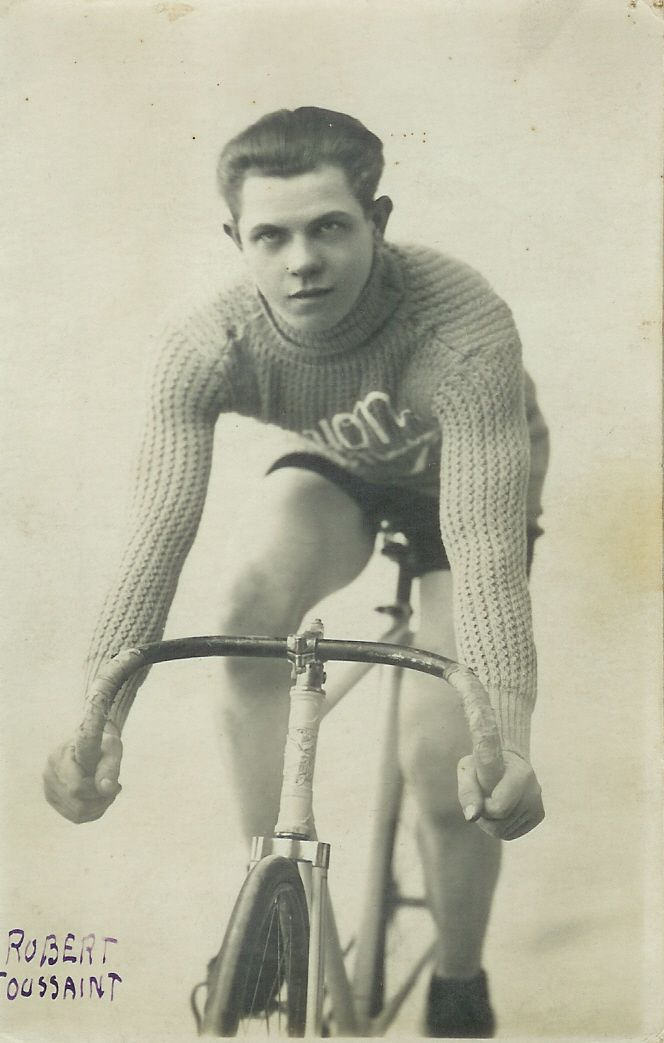
Robert Toussaint

En 1920, pour la première fois après la Première Guerre mondiale, les championnats du Bicycle Club Rémois se sont disputés au vélodrome de la Haubette. Entre-deux-guerres, le Bicycle club va connaître son âge d'or avec les frères Rich (Lucien et Albert), les frères Moulet (Fernand et Marcel), les frères Durieux, Audeval, avec aussi Munier, Gaillard, Chaumont, Cognat, Dusson, Bodson auxquels se joindront peu à peu de nombreux coureurs de valeur tels que Prompsy, Bedon, Chauvry, Faudet, Robert et André Toussaint, Léty, Briot, Robbe, Plassat, Domanchin, Julien Hourlier, Devisse, Bresse, Montargot, Michel, Bertrand, Adnet, Venot, Mestrude, Cochard, Lalondrelle, Schrolbitgen, Etring, Henri François, Van Vierts, Bariffi, Allegretti, Canabal, Fasoli, Daugé, Leduc, Bouleau, Courtot, Davesne, les frères Rochard.
En 1924, le Bicycle Club Rémois a distribué plus de 100 000 francs de prix aux vainqueurs des courses et possède encore 80 000 francs en réserve en janvier 1925 pour préparer l’été; ce qui fait dire à L’Éclaireur de l'Est: « Heureux club, heureux trésorier ! ». Entre 1925 et 1930, un conflit oppose le Bicycle club et l’administration des contributions indirectes à propos des taxes d’État sur les spectacles dites Droit des pauvres,.
À la création de l'Union Vélocipédique rémoise (UVR) aux alentours de 1924, un certain nombre de coureurs du BCR changèrent de club, pour certains y revenir ensuite.
Le Bicycle-Club Rémois, compte de nombreux notables dans son comité et 259 membres en 1926
Terminé fin juillet 1934, le stade vélodrome municipal de Reims est ouvert officiellement le 7 octobre 1934 à l'occasion de l'arrivée du 26e Paris-Reims remporté par Étienne Parizet. La réunion est complétée par des courses sur la piste rose. En match Omnium opposant deux pistards à deux routiers (derrière moto, contre la montre et en poursuite), Faudet termine à la première place devant Plassat, Bidet et Godinat. Le prix de Champagne derrière moto est remporté par Wynsdau devant Serrés et les Rémois Toussaint et Marronnier. Faudet gagne la Course à l'américaine sur 20 km.
Le 14 avril 1935, Le Bicycle club organise le Grand Prix de Champagne. Robert Toussaint remporte la course derrière moto, devant l'ancien champion du monde Toto Grassin.
Après-guerre, le Bicycle connut de belles années de gloire avec notamment les Denhez, Roger Hassenforder, Geneste, Modric et tout un lot de routiers-pistards qui collectionnèrent titres et bouquets : Michelet, Poulet, Brice, Lemmer, Marcel Duc, Deubelbeis, les frères Chauffert, Rondeaux, Séguin, Henri Heintz, Arthur - Xavier, Varlet, Hubert, Copp, Faveaux, Plançon, Rousselle, Egret, Biard, Weus, Janson, Alcidi, Maurice Colas, Famelart, Titi Denhez.
En 1960, le BCR fusionne avec Verzenay mais en 1964, Le Bicycle-Club Reims-Verzenay change son titre et redevient le Bicycle-Club rémois, et transfère son siège social du 54, rue Bacquenois, Reims, au stade-vélodrome Auguste Delaune.

### Du BCR au CCGR
Fin 2017, les clubs cyclistes rémois : La Pédale Rémoise, le Bicycle club Rémois et l'AC Bazancourt-Reims fusionnent pour devenir le Club Cycliste Grand Reims,.

## Présidents du BCR
- 1880 : Isaac Holden Fondateur
- 1882 : Jules Godfroy[15]
- 1885 : Lariviére[16]
- 1886 : Théâtre, Leclerc vice-président[17]
- 1891 : Louis Picard, Labassée président d'Honneur[18]
- 1893 : A.Couturier[19]
- 1893 : Ch. Legendre, A. Luling président d'honneur[20],[21]
- 1899 : Guiot[22]
- ......... César-Paul Alglave (†1932)[note 7],[23]
- 1904 : Censier[24]
- 1905-1914 : J. Hogdson[25],[26],[27] directeur du vélodrome, fils du sous-directeur du peignage Isaac Holden,
- 1921 : Maurice Hutin[28]
- 1926 : Docteur Jules Cérac[note 8],[29], Paul Marchandeau président d’honneur[8].
- 1934 : Mériaux, Maurice Hutin[note 9], président honoraire du Bicycle-Club[8].
- 1934-1963 : Louis Daugé[note 10], vice-président en 1932[30].
- 1963 : René d’Hennin[note 11], ancien directeur sportif de L’Éclaireur de l'Est[31], il fut avant la guerre « pistard » au Bicycle Club.
- 1963- 1980 : José Perez[note 12], puis président d'honneur 1980-2000
- 1980-1996 : Pierre Joliveau
- 1995-2001: Jean Deubelbeiss[32]
- 2001 : Roland Varlet, Jean Lardennois, président d'honneur
- ...Didier Durin
- ...Richard Bertin

## Coureurs ayant couru sous les couleurs du BCR
- Henri Achart
- Allegretti
- Adolphe Audeval 1922-1924
- John Andrews* 1958-1961[33]

- Léon Beaudesson
- Thomas Betka 1953
- Louis Bertrand
- Jack Biard 1966-1975
- Désiré Briot : Champion de la Marne vitesse 1927[29], 2e du challenge de vitesse aux fêtes fédérales de l'UVF 1927[34], 16e Championnats de France de cyclisme sur route 1927[35].

- José Canabal
- Marcel Chauffert
- Marcel Chauvry

- Louis Daugé 1924
- A. Demange
- H. Demont
- Aimable Denhez* Équipe Mercier-Hutchinson (1935-1938)[36]
- Aimable Denhez (fils), dit Titi*[37]Prix du Bicycle Club Rémois 1968, arrivée jugée sur le cours Albert 1er;
- André Denhez* Peugeot-Dunlop, Wolber, Terrot-Hutchinson 1943-1952[38]
- Jean Deubelbeiss : Champion de Champagne, vitesse et poursuite 1943[12] Équipe cycliste Alcyon
- Henri Domanchin : Champion de France militaire 1926[39]
- Marcel Duc*[note 13]
- Fernand Durieux* : Tour de France 1923[40],[41]

- Pietro Fasoli*[42] Tour de France 1923, termina plusieurs Tour d'Italie, et vainqueur de nombreuses épreuves italiennes, fondateur du Club Sportif Italien de Reims[43].
- Georges Faudet* Équipe La Perle-Hutchinson 1925-1935[44]

- André Geneste* Équipe Bertin 1953-1960 et Équipe cycliste Alcyon 1961[45]
- André Godinat*[note 13]  : Tour de France 1931[46]

- Roger Hassenforder*[note 13]

Il effectue son service militaire au 4e régiment de cuirassiers en 1950-1951 à Reims. Pierre Blondin l’a recommandé à l’ancien coureur Marcel Duc. Il signe donc à L’Union Vélocipédique de Reims, puis au Bicycle Club.
- René d’Hennin
- Henri Heintz*[47]
- Tony Hewson (en)* affilié au BCR 1958-1959 Tour de France 1959[48]
- François Henri* 1928-1934[49],[50]
- Léon Hourlier
- Bernard Hubert 1953

- Bernard Janson 1968[51]

- Jacky Lepolard : Champion de Champagne et champion de France militaire 1965
- Jules Léty : 2e aux championnats de Belgique de vitesse des indépendants 1927.
- Ludovic Feuillet (Louis Feuillet)*[52]

- Joseph Mauclair dit Jef*[note 13] 1er de la finale des Etoiles de France cyclistes 1926[53]
- Jean Michel : Champion de vitesse du BCR 1927
- Valentin Modric 1959[54]
- Fernand Moulet* 1920-1930, Tour de France 1923, 1928 1930[29]

- V. Peltier
- Lucien Eugène Pinet
- Raymond Plassat*[55]
- Raymond Poulet
- Maurice Protin* : Tour de France 1923[56]

- Remy 1956
- Albert Rich
- Lucien Rich* Équipe Automoto-Hutchinson 1920-1928, Circuit de Champagne 1920, Circuit de Lorraine 1922, Paris-Nancy 1923 1925, Tour de France 1923
- Rochard

- Jacques Seguin 1956
- Désiré Sprunck dit D.S

- André Toussaint
- Robert Toussaint : Champion de la Marne sur route 1927, 8e aux championnats de France de cyclisme sur route 1927, Grand Prix de Champagne derrière moto 1935

- André Van Vierst*[note 13] Tour de France 1931, Paris-Bruxelles 1932, Paris-Nice 1933
- Gilbert Varlet 1961

(*) Coureur qui devint professionnel

## Palmarès
- 1920 : 3e du Challenge UVF (Rich, Moulet, Faudet)[57].
- 1924 : Coupe Champagne-Lorraine (Critérium de l'Est)[58].
- 1927 : 2e du Prix Quentin-Bauchart, poursuite par équipe, meeting du Grand Prix de Paris (Briot, Toussaint, J. Michel, Plassat)[59]
- 1927 : 3e du GP Wolber (Van Vierts, Mauclair, Toussaint, Moulet, Rich, Godinat, Briot)
- 1927 : 5e du Championnat de France des sociétés (contre-la-montre par équipe) (Toussaint, Briot, Plassat, Planat, Schrollingen)[60].
- 1929 : Challenge Turenne[61],[62].
- 1947 : Champion de Champagne de poursuite par équipe[63].
- 1967 : 3e Championnat de France de vitesse
- 1968 : Champion de Champagne de poursuite par équipe.
- 1974 : Champion de Champagne (vitesse).
- 1990 : 2e Championnat de Champagne (Poursuite)
- 1991 : Championnat de Champagne (Course aux Points)
- 1991 : 3e Championnat Champagne ( Poursuite)